# The Great Santini
The Great Santini (conocida en España como El gran Santini y en Argentina como El don del coraje), es una película dramática estadounidense de 1979, dirigida por Lewis John Carlino, basada en la novela homónima de Pat Conroy. Estuvo protagonizada por Robert Duvall como el coronel de mal genio apodado "gran Santini". Debido a su interpretación, Duvall fue nominado en los Premios Óscar, en la categoría de Mejor Actor.

## Sinopsis
El teniente coronel Meechum, apodado El Gran Santini es un gran piloto, pero tiene muy mal carácter. Él comanda a su familia como si fueran soldados y exige obediencia ciega, pero el hijo mayor se está convirtiendo en un hombre y tiene ideas propias.

## Reparto
- Robert Duvall como el Coronel Wilbur "Bull" P. Meechum
- Blythe Danner como Lillian "Lil" Meechum
- Michael O'Keefe como Ben Meechum
- Stan Shaw como Toomer Smalls
- Brian Andrews como Matthew Meechum
- Paul Gleason como el primer Teniente Sammy
- Julie Anne Haddock como Karen Meechum
- David Keith como "Red" Pettus
- Paul Mantee como el Coronel Virgil "Virg" Hedgepath
- Theresa Merritt como Arrabelle Smalls
- Lisa Jane Persky como Mary Anne Meechum
- Michael Strong como el Coronel Varney

## Recepción

### Premios y nominaciones
| Premio                                | Categoría                              | Nominado           | Resultado | Ref.  |
| ------------------------------------- | -------------------------------------- | ------------------ | --------- | ----- |
| Premios Oscar                         | Mejor Actor                            | Robert Duvall      | Nominado  | [ 1 ] |
| Premios Oscar                         | Mejor Actor de Reparto                 | Michael O'Keefe    | Nominado  | [ 1 ] |
| Golden Globe Awards                   | Mejor Nueva Estrella Masculina del Año | Michael O'Keefe    | Nominado  | [ 2 ] |
| Kansas City Film Critics Circle Award | Mejor Actor                            | Robert Duvall      | Ganador   | [ 3 ] |
| Montreal World Film Festival          | Mejor Actor                            | Robert Duvall      | Ganador   |       |
| National Board of Review              | Top 10 Películas                       | Top 10 Películas   | 6to Lugar | [ 4 ] |
| National Society of Film Critics      | Mejor Actor                            | Robert Duvall      | 3er Lugar | [ 5 ] |
| New York Film Critics Circle Awards   | Mejor Actor                            | Robert Duvall      | Finalista | [ 6 ] |
| Writers Guild of America Awards       | Mejor Drama Adaptado de Otro Medio     | Lewis John Carlino | Nominado  | [ 7 ] |